# Brewster's Millions (1945)
Brewster's Millions (bra: Chutando Milhões; prt: Uma Mulher e Sete Milhões) é um filme norte-americano de 1945, do gênero comédia, dirigido por Allan Dwan, com roteiro baseado na peça teatral Brewster’s Millions, de Winchell Smith e Byron Ongley, por sua vez adaptada do romance homônimo de George Barr McCutcheon.